# Kästrich

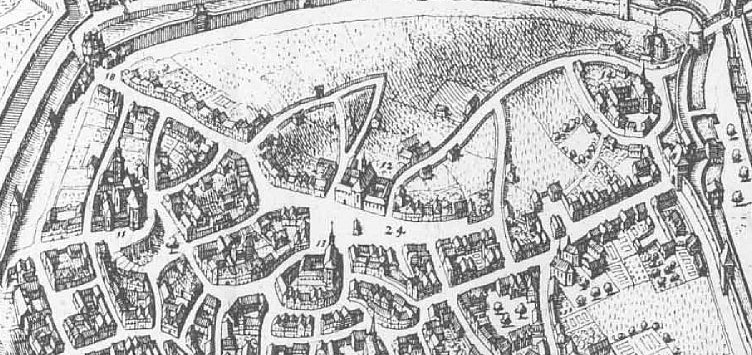
Der als Weinberg angelegte Kästrich. Detailausschnitt aus Matthäus Merian dem Jüngeren, 1655.

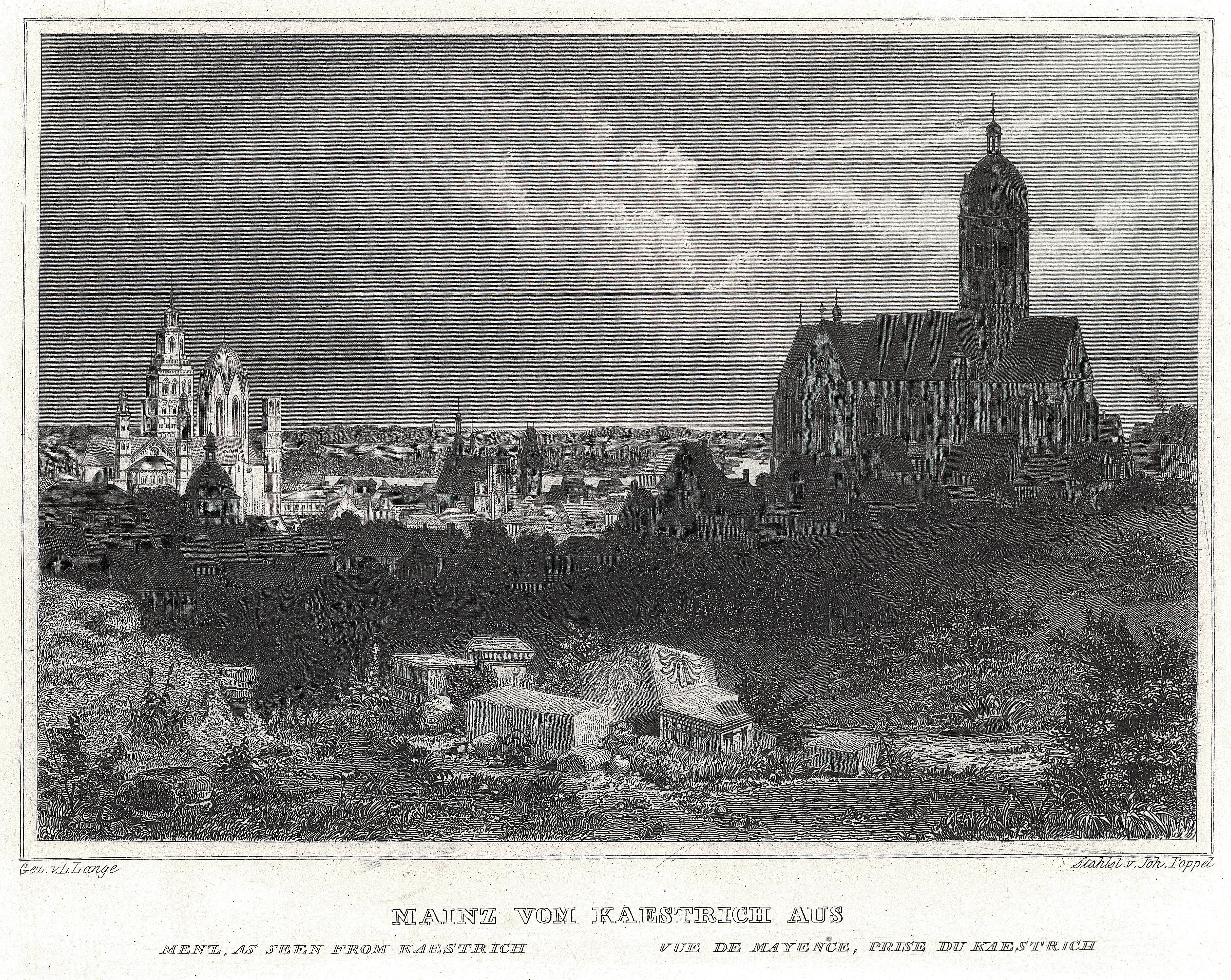
Mainz, vom Kästrich aus gesehen, Mitte des 19. Jh.

Der Kästrich ist ein Gebiet in der Mainzer Oberstadt sowie der Name einer Straße, die durch das Gebiet führt. Der heutige Name leitet sich fast unverändert von dem lateinischen Wort castrum für Lager ab und weist auf den ehemaligen Standort des römischen Legionslagers in Mogontiacum hin. Ein Teil des Gebiets (inklusive die gleichnamige Straße) liegt innerhalb der ehemaligen Stadtmauer von Mainz und bildet somit das einzige Gebiet innerhalb der Stadtmauern, das nicht zum Ortsbezirk Mainz-Altstadt gehört, obwohl es der Altstädter Postleitzahl 55116 zugeordnet wird.

## Römisches Legionslager von Mogontiacum

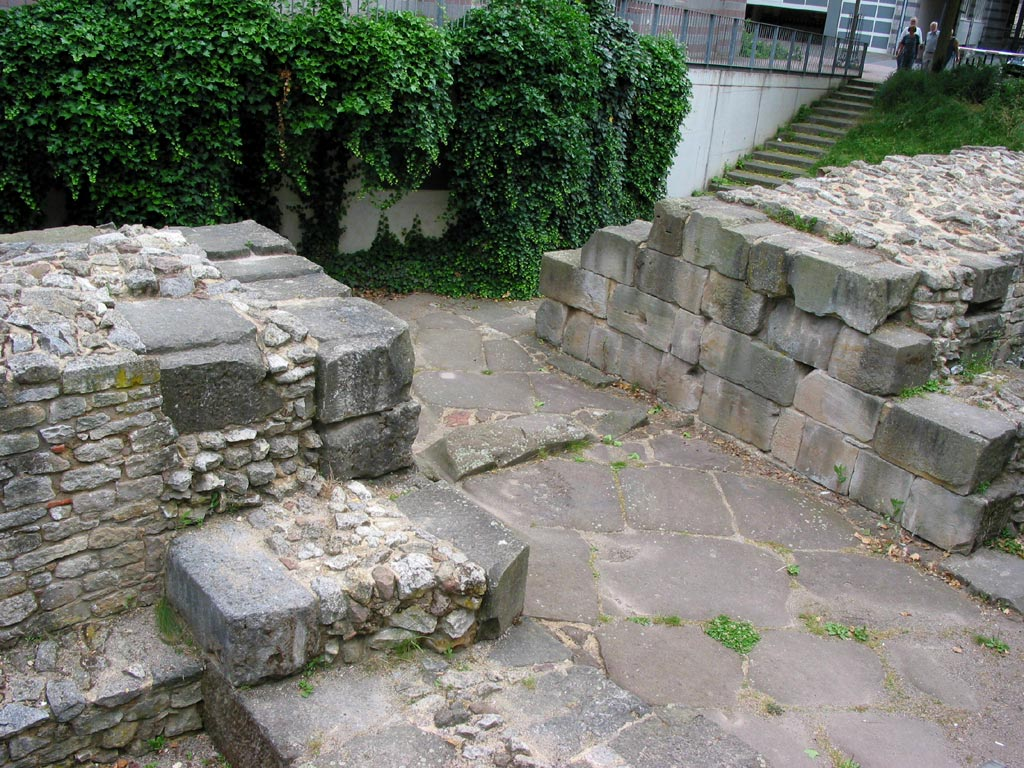
Römisches Stadttor auf dem Kästrich

Der heutige „Kästrich“ bildet den nördlichen Teil des 13/12 v. Chr. von den Soldaten des Feldherrn Nero Claudius Drusus auf einem Hügel angelegten römischen Legionslagers. An seinem nach Nordosten gerichteten Rand fällt das Gelände steil ab, so dass die Aussicht in das auf der rechten Rheinseite gelegene germanische Gebiet gewährleistet war.
Zu Füßen dieses Lagers entwickelte sich die Zivilstadt (canabae) von Mogontiacum. Möglicherweise war im Legionslager und somit auf dem Kästrich auch der Sitz des Statthalters der römischen Provinz Germania superior, deren Hauptstadt Mogontiacum war.
Im 4. Jahrhundert wurde das Legionslager aufgegeben und eine neue Stadtmauer errichtet, die seitdem das heute als „Kästrich“ bekannte Gebiet vom größeren Teil des ehemaligen Lagers abtrennte. Der Verlauf dieser Mauer bildete bis in die Neuzeit hinein die Südwestgrenze der Stadt Mainz.

## Mittelalter bis 19. Jahrhundert

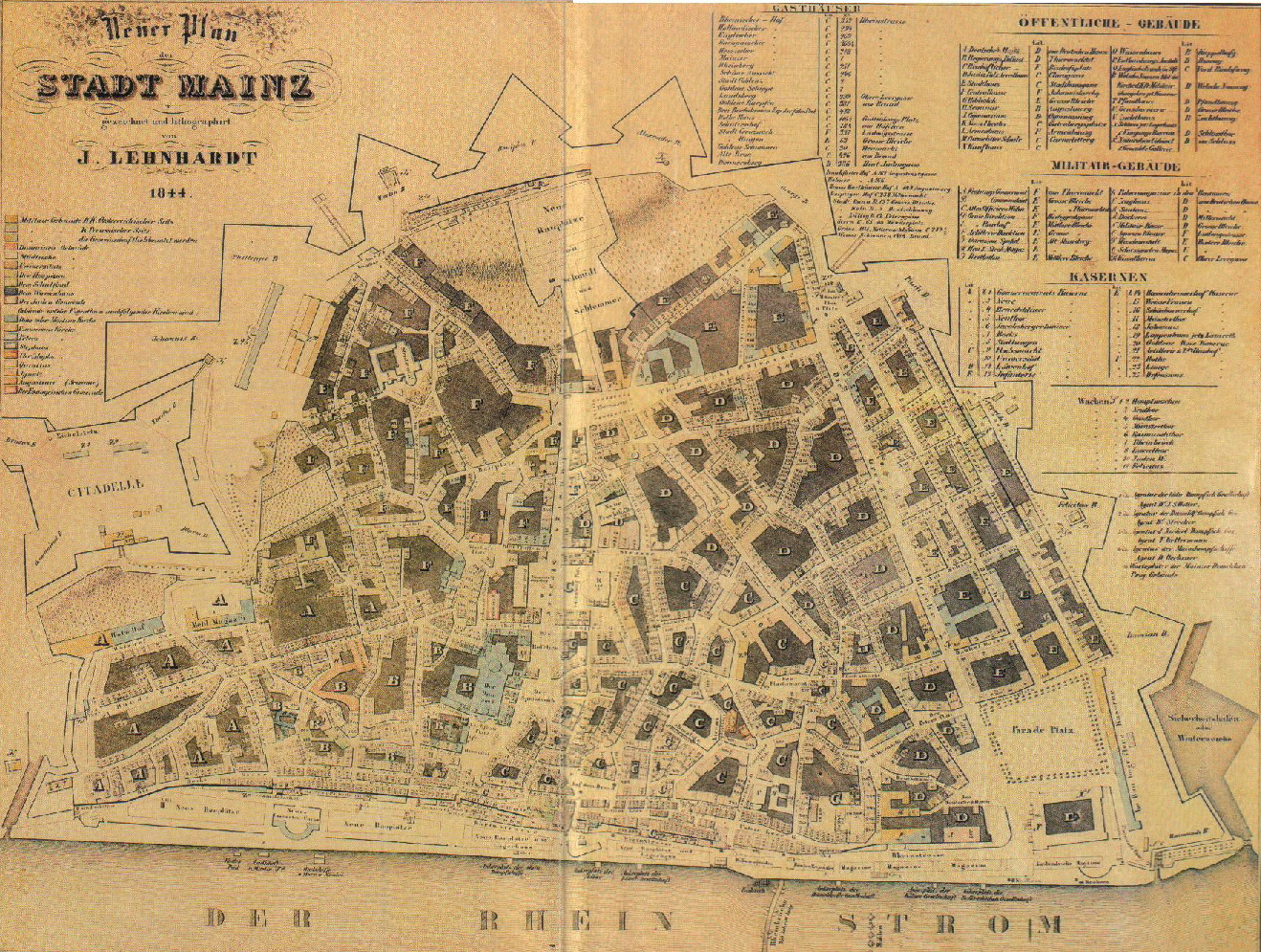
Karte der Stadt Mainz um 1844, der Kästrich oben noch unbebaut. Lithografie von J. Lehnhardt

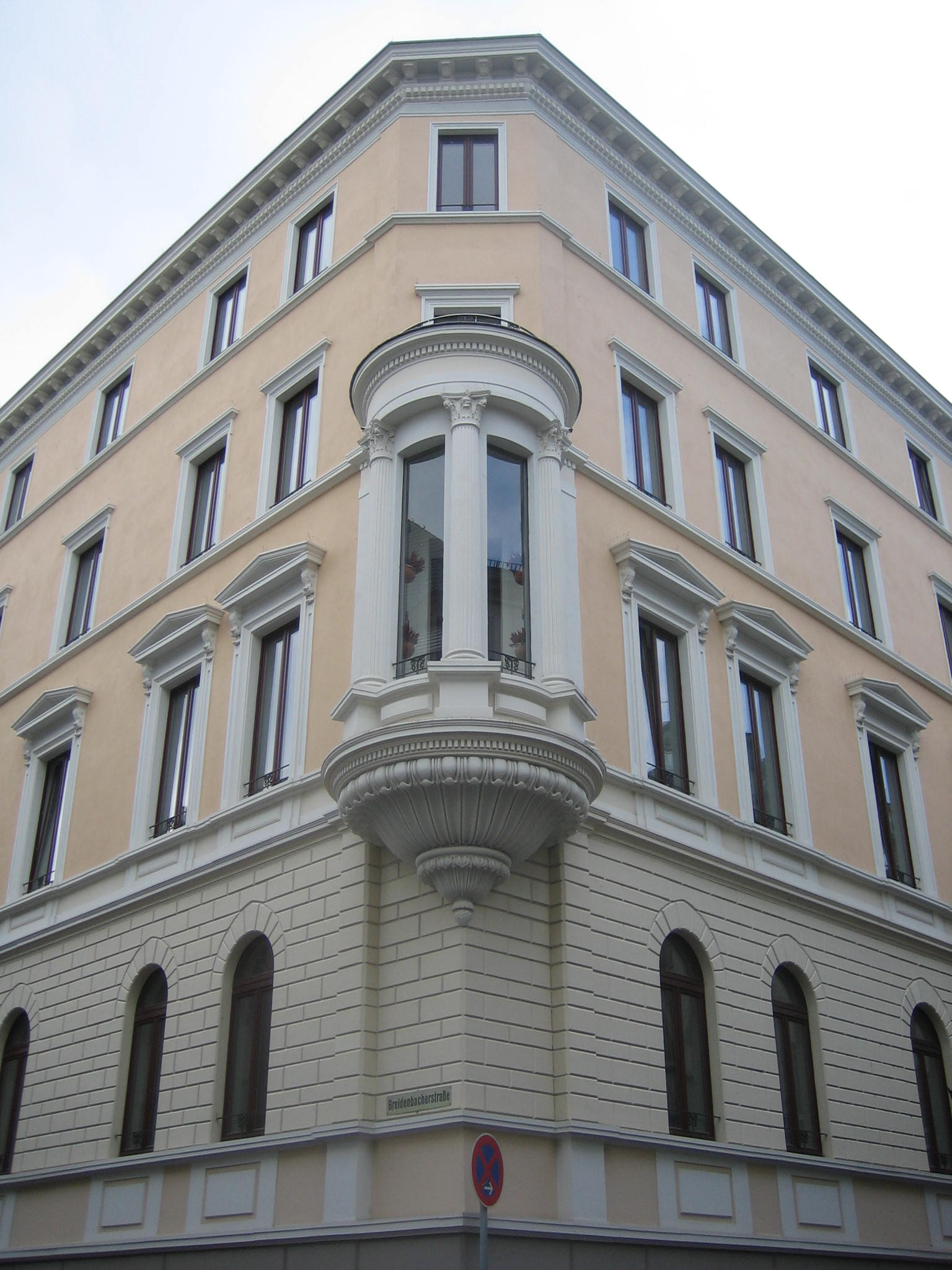
Wohnbebauung aus dem 19. Jahrhundert

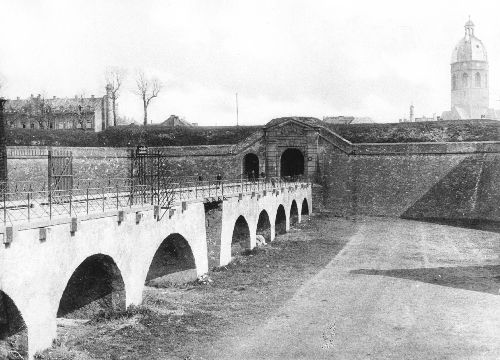
Das Gautor um 1890

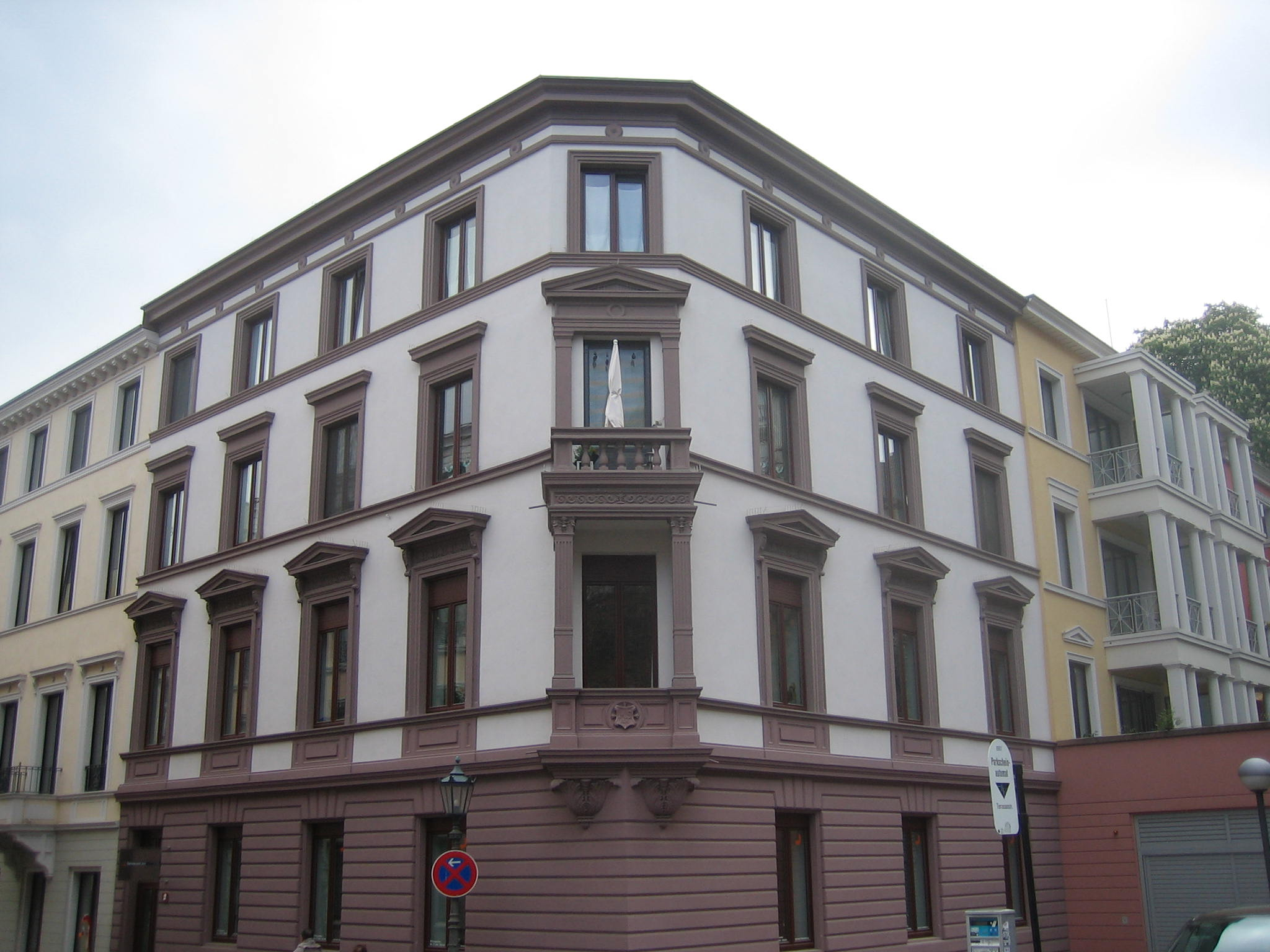
Wohnbebauung aus dem 19. Jahrhundert

Von der Merowingerzeit bis in die Neuzeit blieb das Gelände des Kästrich unbebautes Gebiet innerhalb des römischen, ab karolingischer Zeit wieder restaurierten und erweiterten Mauerringes. Der Abhang wurde als Weinberg genutzt. Die noblen Hôtel particuliers Bassenheimer Hof und Schönborner Hof am Thiermarkt (heute Schillerplatz) und die Klöster Altmünster und Welschnonnen hatten ihre barocken Gärten zum Hang des Kästrichs hin ausgerichtet. Im Südosten standen der Martinsturm und die Gaupforte (später das Gautor), der südliche Mauerdurchgang in Richtung Alzey.

## Bebauung
Erst im Jahr 1845 wurde das Gelände wieder bebaut. Zu diesem Zeitpunkt entstand auch die Emmerich-Josef-Straße im Nordosten des Kästrichs. Bereits zu Beginn der Bebauung entstand ein Neubau der Hof-Bierbrauerei Schöfferhof-Dreikönigshof. 1850 ließ Christian Adalbert Kupferberg den tiefstgeschichteten Sektkeller der Welt errichten, indem der Abhang einfach abgemauert wurde und so die Mathildenterrasse (benannt nach Großherzogin Mathilde von Hessen und bei Rhein), heute Kupferbergterrasse, entstand. 1856 wurde gleich nebenan die Mainzer Aktien Bierbrauerei eröffnet. Der Vincenzverein und Elisabethenverein ging auf Anregung des ersten Deutschen Katholikentages 1848 in Mainz hervor und fasste 1849 den Beschluss, ein Hospital zu bauen und die Krankenpflege den Barmherzigen Schwestern vom hl. Vinzenz von Paul aus Straßburg anzuvertrauen. Dieses erste St. Vincenz-Hospital entstand, nachdem es zunächst in der Mainzer Altstadt (Weißliliengasse) Platz gefunden hatte, auf dem Kästrich.
Am 18. November 1857 explodierte der in der Nähe des Gautores gelegene Pulverturm, was zu erheblichen Schäden in der gesamten Stadt führte. Kreisbaumeister Ignaz Opfermann nahm die notwendigen Wiederaufbaumaßnahmen zum Anlass einer umfassenden Planung des Kästrichbereiches. Über den Kellern der Brauerei und der Sektkellerei wurden Terrassen angelegt; ein großes Rundbogentor, von zwei Treppen eingerahmt, öffnet sich zur Stadt hin.

## Wohnanlage Auf dem Kästrich

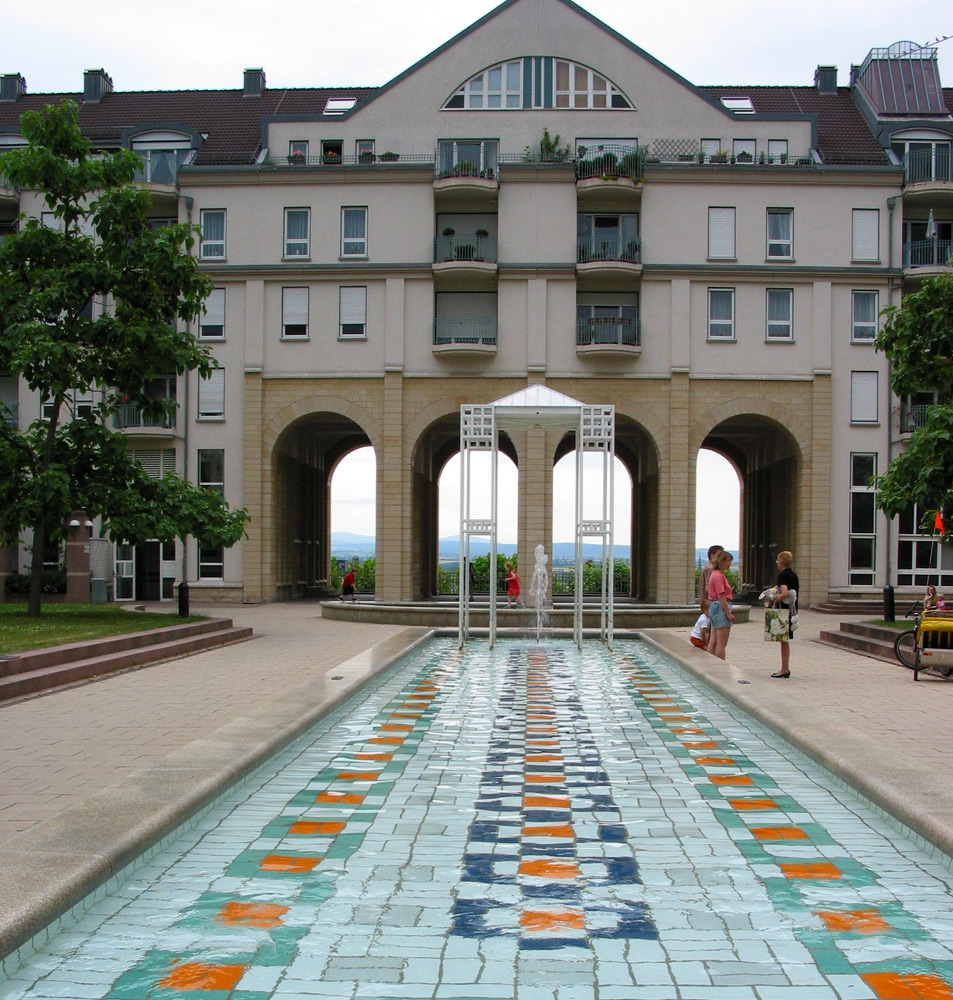
Wohnanlage auf dem Kästrich

1982 wurde die Mainzer Aktien Bierbrauerei aufgegeben. Ein Architekturwettbewerb führte zur Planung einer luxuriösen Wohnanlage (Büro Hentrich, Petschnigg und Partner). Diese fügt sich harmonisch in die Umgebung ein; so schließt eine breite Gebäudefront mit vier großzügigen Arkaden die darunterliegende Kupferbergterrasse optisch ab – gleichzeitig ermöglichen diese Arkaden eben die Aussicht, die seinerzeit der Anlass zur Gründung des Römerlagers an dieser Stelle gewesen war – und zusätzlich auf die Stadt selbst. Ein beim Bau gefundenes Römisches Stadttor sowie die darunterliegenden historischen Kelleranlagen sind in die Anlage integriert.